# Guess?
Guess? (coneguda com Guess o GUESS) és una marca de roba estatunidenca fundada al 1980, amb seu a la ciutat de Los Angeles. Va ser creada pels germans Marciano. La marca utilitza el símbol de l'interrogant com a emblema “?”, hi apareix en la majoria dels productes. Des del principi es va especialitzar en el comerç de pantalons texans: a l'octubre de 2020 compten amb moltes varietats d'aquests. La marca, des dels seus inicis, és coneguda per publicitats amb contingut eròtic que van llançar a la fama varies models com Claudia Schiffer, Carre Otis o Eva Herzigova. Fins avui en dia la marca s'ha expandit a tot tipus d'articles de moda com joies, ulleres o rellotges.

## Història i inicis
Va ser fundada pels germans Georges Marciano i Maurice Marciano l'any 1981, quan en arribar a la ciutat de Los Angeles (Estats Units) van obrir una botiga de roba ubicada a Beverly Hills, un barri de la ciutat. Un dels productes més rellevants venuts a la seva botiga van ser uns pantalons d'estil texans dissenyats per Georges, que els va anomenar “GUESS”. Aquests tenien un color blau fosc brillant, butxaques davanteres i darreres, i en l'etiqueta el logotip.
Al desembre del mateix any, Georges va viatjar a la ciutat de Nova York. Allà va convèncer els propietaris de Bloomingdale's (grans magatzems de roba de luxe) perquè pogués vendre un stock limitat dels seus pantalons texans “Marilyn”. En un període molt curt es van vendre tots. Semblava que els pantalons texans tornaven a agafar popularitat.
L'any 1982 va ser clau per a la marca. Un dels germans, Paul Marciano, va arribar a Califòrnia per dirigir l'apartat de publicitat de la marca. Ell no tenia experiència en aquest àmbit i mai abans s'havia dedicat a la publicitat i promoció. La campanya que va dirigir va ser un èxit i la popularitat va augmentar. A l'acabar l'any, degut a la campanya promocional realitzada, van aconseguir una facturació d'uns 12 milions de dòlars.
Al 1983, amb l'objectiu d'aconseguir un cost més barat per la fabricació del texans, van signar un acord amb l'empresa Jordache. Aquest pacte consistia en que Jordache obtenia un 50% de la propietat de Guess (1983), i ells podrien fabricar els seus texans a cost quasi 0. Una altra part del contracte és que Jordache podia incloure una nova línia de pantalons anomenada “Gasoline” en el catàleg de Guess. El valor de les accions que va obtenir Jordache va ser de 4.800.000 dòlars. Al final de 1983, el valor de la companya de Guess arribava a 280.000.000 dòlars.
Un acord realitzat amb la companyia Jeff Hamilton al 1982 va anar introduint Guess en la roba d'home. Van llançar una línia feta per Jeff Hamilton, però amb el nom de Guess. Els ingressos d'aquesta línia van passar de 2,2 milions anuals a 27 milions. Poc després de llançar la col·lecció amb Hamilton, Guess va intentar rescindir el contracte perquè la roba d'home de Guess estava més orientada als joves, tot el contrari de la imatge d'alta gama que Guess volia donar. Per això mateix, volien portar la línia de roba internament, 100% feta per Guess.
Al mateix temps que Guess s'enfrontava a varies batalles legals, les seves vendes seguien en augment. Al 1987 van aconseguir 350 milions de dòlars per les seves vendes, i van treure un benefici d'uns 100 milions aproximadament. Seguien venent els seus texans, però alhora van entrar en el mercat de roba per dona, accessoris, nens i sabates. Ja al 1990, els seus rellotges van generar 60 milions de dòlars. Al mateix any Guess ja disposava de 19 botigues i es van canviar a una seu d'operacions de 14 acres.
Després d'acabar la batalla legal amb Jordache, aquests li van tornar la propietat sencera de Guess a principis de 1990. Els danys van ser de 17 milions. Després d'aquest fet, van agafar forces per seguir expandint la marca. Van augmentar el pressupost de publicitat a 22 milions de dòlars, i van arribar a 33 botigues.
Després d'obtenir 700 milions de dòlars en vendes l'any 1993, van seguir augmentant el pressupost de les campanyes publicitàries fins a 28 milions l'any 1993. Tot funcionava correctament ja que els problemes amb la llei van finalitzar. Els rellotges van arribar a 100 milions al 1994.
Al 1998 van treure una nova gama de texans de luxe anomenats Premium Denim per homes i dones. La companyia va començar a plantejar-se el comerç per internet l'any 2000.

## Marca

### Significat de “GUESS”
La paraula Guess significa literalment endevinar. La marca va adoptar aquest nom per una línia de texans dissenyats per Georges Marciano. També es creu que es va proposar aquest sobrenom per una campanya publicitària d'una altre empresa que els i va cridar l'atenció.

### Logotip i emblema
El logotip està format per un triangle vermell invertit. En el seu interior es troba la paraula GUESS i un signe d'interrogació, amb un triangle com a punt. Als laterals del triangle apareix “Washed Jeans” (pantalons texans) i a les vores del triangle 1201 i 1203.
El triangle existeix degut als tres germans que van fundar la marca, per això els tres costats. Es va ficar la paraula Guess i el símbol d'interrogació per donar un aire de misteri, degut al significat literal de la paraula Guess (endevinar). Finalment, els números “1201” i “1203” són els nombres de les primeres oficines de la marca.

## Evolució de la marca (2001-19)
Al 2001 Guess va iniciar una nova estratègia per atraure accionistes i millorar la rendibilitat. Aquesta estratègia incloïa noves tècniques de comercialització i nous mètodes de màrqueting.
L'aparició de noves marques que poden arribar a ser competència va obligar a Guess a oferir nous productes d'accessoris i imatge. Tot i que per culpa de la situació econòmica en la què es trobava el país i els atemptats de l'11 de setembre, la marca va notar una baixa en les vendes dels seus productes. Van reduir en un 33% l'inventari i només va poder estrenar 25 botigues de 60 previstes. Aquell mateix any, Guess va treure a la llum la seva pàgina web, per poder vendre els seus productes.
Al 2002 Guess continuava amb problemes econòmics i van decidir fer canvis per millorar les diverses línies de productes i així augmentar l'interès per elles. Van centrar els esforços en fer més atractiu el disseny dels productes destinats a homes. També es van afegir més diners per seguir millorant la publicitat de la marca comercial. Al novembre es van associar amb la pàgina de compra per internet, Amazon, per donar a conèixer una nova col·lecció. Va acabar l'any amb 249 botigues als Estats Units i el Canadà.
Poc a poc l'economia va anar millorant al 2003. Les accions augmentaven poc a poc. La “millora de disseny” en les diverses línies va donar bons resultats, fins i tot la venda d'accessoris va augmentar. Tot i que en aquest any no tot va ser bo, les peces de Guess només van aparèixer en 950 tendes especialitzades, d'un màxim històric de 2400. A finals del 2003, van associar-se amb Parlux Fragances per crear i distribuir una nova línia de perfums.
Al 2004 noves models van ser contractades per millorar la publicitat. Van treure nous accessoris per la nova línia Marciano com per exemple; una cadena. Aquesta línia està formada per productes de gamma alta. Poc a poc va seguir expandint les seves línies de roba per dona, home, nens i bebès. Va acabar l'any amb més de 1000 tendes.
Durant tot 2006 Guess es va centrar en fer promoció de les línies de roba per nens.
Al 2007 les accions de l'empresa van arribar al seu màxim. Al mateix any, van treure una expansió de la marca anomenada “G by Guess”. Els productes d'aquesta estan enfocats a les tendències del moment per als dos gèneres.
Al 2009 Guess va tenir un conflicte legal amb la marca Gucci pel logotip de la G. Van seguir traient diverses campanyes a cada estació de l'any.

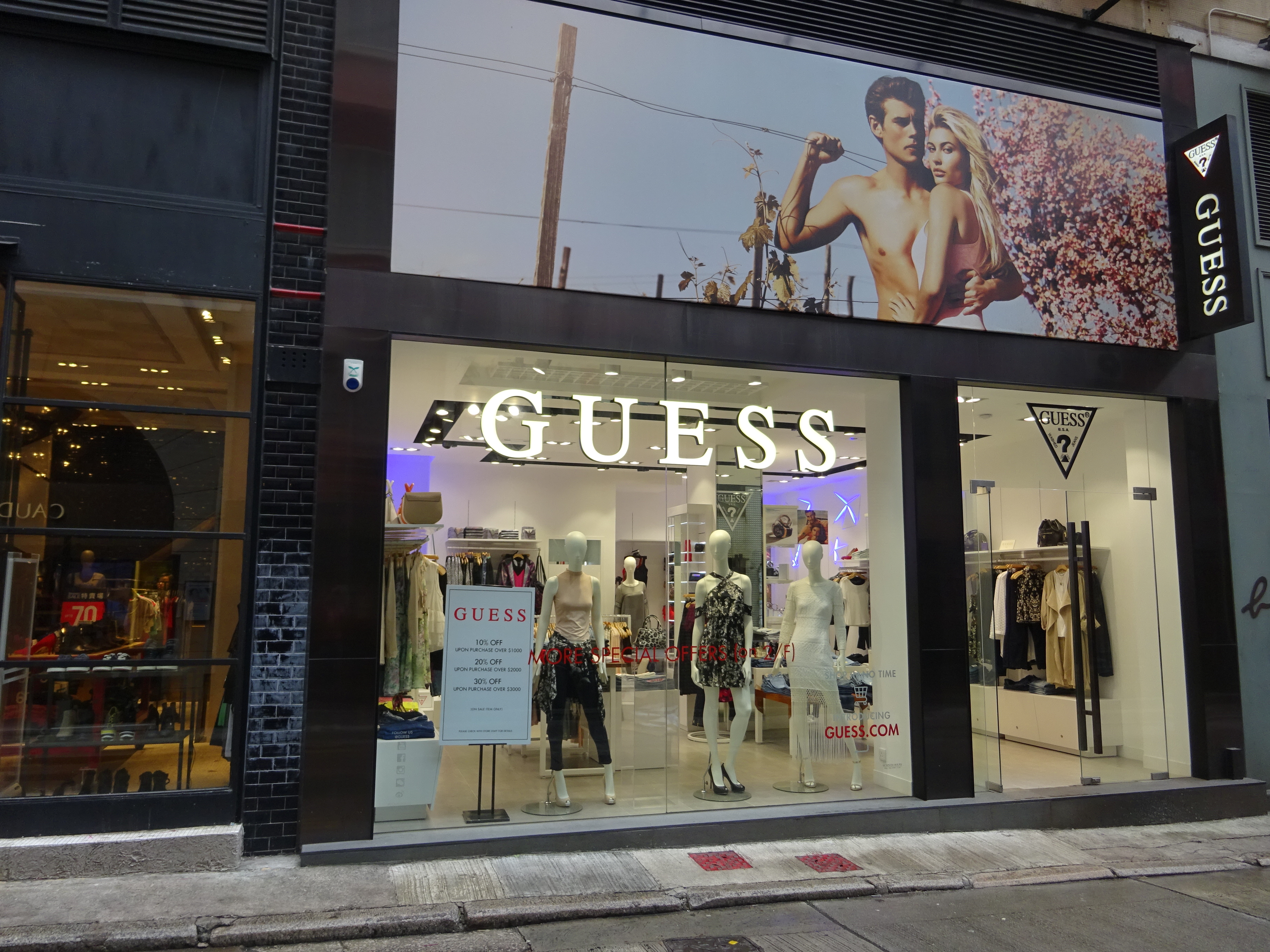
Botiga de Guess a Sheung Wan.

Seguint al 2012 van celebrar el trentè aniversari, i van tenir models com Claudia Schiffer posant per a les càmeres.
Al 2015, el fundador Paul Marciano va abandonar la companya. Va deixar al càrrec a Víctor Herrero, ex-executiu de Inditex. En aquells moments contaven amb 470 botigues als Estats Units i el Canadà. També tenien 836 fora d'aquests dos països.
Al 2018 van introduir a Jeniffer Lopez com cara de l'empresa. També van col·laborar amb el cantant J Balvin per treure noves col·leccions de roba. Van treure roba de col·laboració amb la xarxa social Tik Tok. Finalment, van firmar l'acord de conciliació amb Gucci i la batalla legal va acabar.
Durant l'any 2019 van acordar una col·laboració amb Jeniffer Lopez pel seu tour musical i van tornar a col·laborar amb J Balvin per treure més col·leccions de roba. Va acabar l'any amb més de 1500 botigues i 15800 treballadors.

## Estat financer
Guess cotitza a la borsa de Nova York (NYSE). El valor de la empresa al 2019 s'estima en 1.800.000.000 dòlars. El pic de l'acció es va obtenir l'1 d'agost de 2007 amb un valor de 53 dòlars. Durant l'any 2020, l'acció ha arribat al valor de 6,33 dòlars (11-març).
Els ingressos obtinguts l'any 2019 han estat de 2.678.109.000 dòlars, amb un benefici de 95.970.000 dòlars.

## Principals aportacions de Guess
La gran aportació de Guess al món de la moda va ser aplicar tècniques de pre-rentat al denim (teixit) per aconseguir l'aspecte descolorit que els caracteritza.
Els primers jeans que van fer-se amb aquest estil van ser els “Marilyn 3-zip” llançats l'any 1981. Contaven de 3 cremalleres i tenien aquest característic color blau fosc semi descolorit. El logotip es trobava al darrere del pantaló. Altres versions d'aquest pantaló van sortir el mateix any amb diferents estampats.
Les altres peces que Guess va produir van ser faldilles, jaquetes, camises de tot tipus, armilles i accessoris.
Guess al 2012 va reeditar algunes de les seves peces més famoses. Entre elles podies trobar:
- Els “Customized Denim Jeans”.
- La falda “Sexy Pencil”.
- Alguns texans com els “Rock Star”.
- Un vestit anomenat “Red Carpet”
- Una armilla anomenada “Denim LA”
- La camisa “Americana Western Check”.[10]

## Guess Foundation
La Guess Foundation es va originar a la ciutat de Los Àngeles l'any 1994. El seu objectiu és promoure oportunitats sanitàries, educatives i socials per a la gent desfavorida. També estan involucrats en causes com el maltractament i malalties específiques com pot ser la diabetis. Aprofiten la imatge de la marca per donar a conèixer les diverses causes a les que col·laboren.
Normalment ajuden econòmicament i realitzant events amb les cares conegudes de la marca per donar a conèixer el que estan fent. Per exemple: l'any 2014 van donar 800.000 dòlars a varies iniciatives com “Peace Over Violence for Denim Day”, la fundació “Make-A-Wish” i la “World Heart Federation”.

## La publicitat
Guess va mostrar-se davant del públic amb una campanya de màrqueting enfocada en ressaltar la senzillesa de la seva roba. Intenta mostrar elegància en un tipus de roba senzill, com poden ser els texans, orientats a un estil “Hollywood”.
Es van centrar principalment en la fotografia, on retrataven a models poc conegudes i a “supermodels”. Es va encarregar de les fotografies Ellen von Unwerth. Aquestes estaven fetes en blanc i negre. Es volia remarcar principalment la sensualitat barrejada amb els texans de la marca. La publicitat va ser dissenyada i enfocada per Paul Marciano, iniciant-se l'any 1982. Actualment Guess també utilitza la fotografia en color, per remarcar tots el seus accessoris i peces de roba, no només pantalons.
Les fotografies en blanc i negre van rebre tres anys seguits el premi Clio, que reconeix l'excel·lència creativa a l'hora de fer publicitat.

### Les models de Guess
Als inicis de l'empresa, a l'any 1982, no tenien pressupost per contractar “supermodels” per els seus anuncis publicitaris. El propi Paul Marciano es dedicava a buscar el perfil de noia que encaixaria correctament en els anuncis de pantalons. La primera model de Guess va ser la francesa Estelle Lefebure.
Algunes de les models més emblemàtiques de Guess són:

#### Claudia Schiffer
Claudia va començar a treballar amb Guess quan només tenia 19 anys. Va realitzar un total de 6 campanyes amb la marca entre 1989 i 1991. Al 2012 per celebrar els 30 anys de la empresa, va col·laborar en una col·lecció especial.

#### Eva Herzigova
Eva va començar a modelar per Guess al 1990 quan tenia 17 anys.

#### Anna Nicole Smith
Al 1992 Anna Nicole va ser elegida per modelar per Guess amb l'objectiu de substituir a Claudia Schiffer. Va ser escollida per Paul Marciano després d'aparèixer en portades de la revista Playboy.